# Anna Mąková
Anna Mąková (* 22. května 1992 Zakopané) je polská biatlonistka.
Ve Světovém poháru debutovala v prosinci 2014, když ve švédském Östersundu obsadila ve vytrvalostním závodě 81. místo.
Ve své dosavadní kariéře nezvítězila ve světovém poháru v žádném individuálním závodu. Jejím doposud nejlepší individuálním umístěním v závodech světového poháru je deváté místo z vytrvalostního závodu z Östersundu v listopadu 2023.

## Výsledky

### Olympijské hry a mistrovství světa
| Sezóna  | D   | Místo                | SP  | SZ  | HZ | IZ  | ŠT  | SŠT | SZD | Věk    |
| ------- | --- | -------------------- | --- | --- | -- | --- | --- | --- | --- | ------ |
| 2016/17 | MS  | Hochfilzen           | –   | –   | –  | 84. | –   | 23. | ×   | 24 let |
| 2020/21 | MS  | Pokljuka             | 68. | –   | –  | –   | 6.  | 24. | –   | 28 let |
| 2021/22 | ZOH | Peking               | 66. | –   | –  | 85. | 14. | –   | ×   | 29 let |
| 2022/23 | MS  | Oberhof              | 54. | 55. | –  | 31. | 9.  | –   | 16. | 30 let |
| 2023/24 | MS  | Nové Město na Moravě | 46. | 55. | –  | 36. | 6.  | 15. | –   | 31 let |
| 2024/25 | MS  | Lenzerheide          | 45. | 47. | –  | 38. | 9.  | –   | –   | 32 let |

Poznámka: Výsledky z olympijských her se do hodnocení světového poháru nezapočítávají; výsledky z mistrovství světa se dříve započítávaly, od mistrovství světa v roce 2023 se nezapočítávají.

### Mistrovství Evropy
| Sezóna  | A  | Místo   | SP  | SZ  | IZ  | SŠT | SZD | Věk    |
| ------- | -- | ------- | --- | --- | --- | --- | --- | ------ |
| 2016/17 | ME | Dušníky | 71. | –   | 27. | 13. | –   | 24 let |
| 2017/18 | ME | Ridnaun | 25. | 39. | 26. | –   | 10. | 25 let |
| 2018/19 | ME | Raubiči | 61. | –   | 62. | 14. | –   | 26 let |
| 2019/20 | ME | Raubiči | 44. | 43. | –   | –   | 9.  | 27 let |
| 2020/21 | ME | Dušníky | 49. | DNS | –   | 11. | –   | 28 let |